# Сидмът
Сидмът (на английски: Sidmouth) е малък крайбрежен град в източната част на област Девън, Югозападна Англия. Той е административен център на община Източен Девън. Населението на града към 2011 г. е 12 569 жители.

## География
Сидмът е разположен на югоизточното крайбрежие на графството към „Английския канал“, наричан още Ла Манш. Градът се намира на около 24 km югоизточно от главния град на областта – Ексетър и на около 250 km югозападно от Лондон.
Селището има курортен характер и е изходна точка към т.нар. природна област „Jurassic Coast“ (Юрски бряг), която е под егидата на ЮНЕСКО в категорията природни обекти.